# Danzas afrocolombianas
La danza colombiana es similar a un ritual en el que se adora o se ofrece sacrficio a alguna deidad, tal y como hacían los aborígenes.[cita requerida]
En la danza afrocolombiana todo el cuerpo se mueve, especialmente el tronco, la cintura, el pecho y los brazos, acompañado de movimientos de los pies y saltos que van yendo al compás de la música. Así por ejemplo en Padilla-Cauca, vestidos con trajes autóctonos.

## Tipos

### Bullerengue
El bullerengue es un género musical y una danza de la Costa Caribe de Colombia y de la provincia de Darién, Panamá. En Colombia es ejecutado principalmente por los actuales descendientes de los cimarrones que habitaron el Palenque de San Basilio. En Colombia, "bullerengue" o "bullarengue" significa "pollerón" (falda grande, usada especialmente en fiestas).

### Cumbia
La cumbia es un ritmo y un baile folclórico autóctono de la Costa Caribe colombiana con variantes de carácter igualmente folclórico en Panamá. La cumbia surge del sincretismo musical y cultural de negros, indígenas y, en menor escala, de los europeos en la región del delta del río Magdalena en la Costa Caribe Colombiana, con epicentro en la región de la población de El Banco, Magdalena, hasta Barranquilla. Es un ritmo popular en distintos países latinoamericanos. Es originaria de la parte alta del valle del río Magdalena, de la zona geográfica denominada Depresión Momposina, y aún más precisamente de la zona correspondiente al país indígena Pocabuy.

### La Tambora
El baile de Tambora o Baile cantao se realiza por parejas que danzan en forma circular. Es una danza cadenciosa y sensual donde los pies no se levantan del suelo, donde las caderas van serenas sin movimientos exagerados. 

### Chococaucano
Es una danza religiosa. Es diferente al currulao aunque se interpreta con los mismos instrumentos.  Está muy extendido entre las comunidades afrocolombianas del litoral Pacífico, con un posible ascendiente en Sierra Leona (África).

### La caderona
Es un ritmo-canto y baile cuya coreografía representa la supervivencia de los antiguos landós, vacunaos, o la danza del vientre, tradicional entre los esclavos africanos. Se interpreta con los mismos instrumentos de las danzas anteriores.

### El currulao
Es una danza afrocolombiana es el estilo de baile más popular para muchas comunidades afrocolombianas a lo largo de la costa del Pacífico. Tiene características que resumen las influencias africanas traídas durante el período colonial por los mineros en las cuencas de los ríos del occidente del territorio. En la práctica, es posible observar referencias de un rito sacramental.

### El abozao
Es una danza y ritmo típico del Chocó. Se origina en la cuenca del río Atrato, como expresión preferentemente instrumental y hace parte del repertorio festivo cuya ejecución se hace con Chirimía. La coreografía se traza como un juego de excitación mutuas entre el hombre y la mujer, en cada pareja, terminando con un cara a cara erótico.

### La champeta
Es un género musical originario de los barrios marginales de Cartagena de Indias y musicalmente en las zonas afrodescendientes. Está vinculado con la cultura del corregimiento de palenque e influido por géneros de procedencia africana. Cuando la Champeta incursionó en el mundo comercial, encontró en los picós (grandes sistemas de sonido nacidos en Cartagena) su mayor plataforma de difusión.